# 岩沼市陸上競技場
岩沼市陸上競技場（いわぬましりくじょうきょうぎじょう）は、宮城県岩沼市にある陸上競技場。岩沼市が運営しており、天皇杯宮城県予選などに使用されている。日本陸上競技連盟第3種公認。

## 施設概要
バック・サイドスタンドの芝生席は高さもなく、また周囲を遮る柵などもないため、普段は自由に行き来する事が可能。
- 収容人数 5000人（座席数 1860・メインスタンドのみ固定座席、他は芝生席）
- 得点板

## アクセス
- JR岩沼駅下車徒歩15分
- 岩沼ICから車で3分